# Ford FMC1278
Ford FMC1278 és una sèrie de normes de compatibilitat electromagnètica aplicada a components i subsistemes elèctrics/electrònics de vehicles a motor fabricats per l'empresa Ford Motor Company. Aquesta normativa és aplicable a components i subsistemes alimentats a 12 i 24V. 

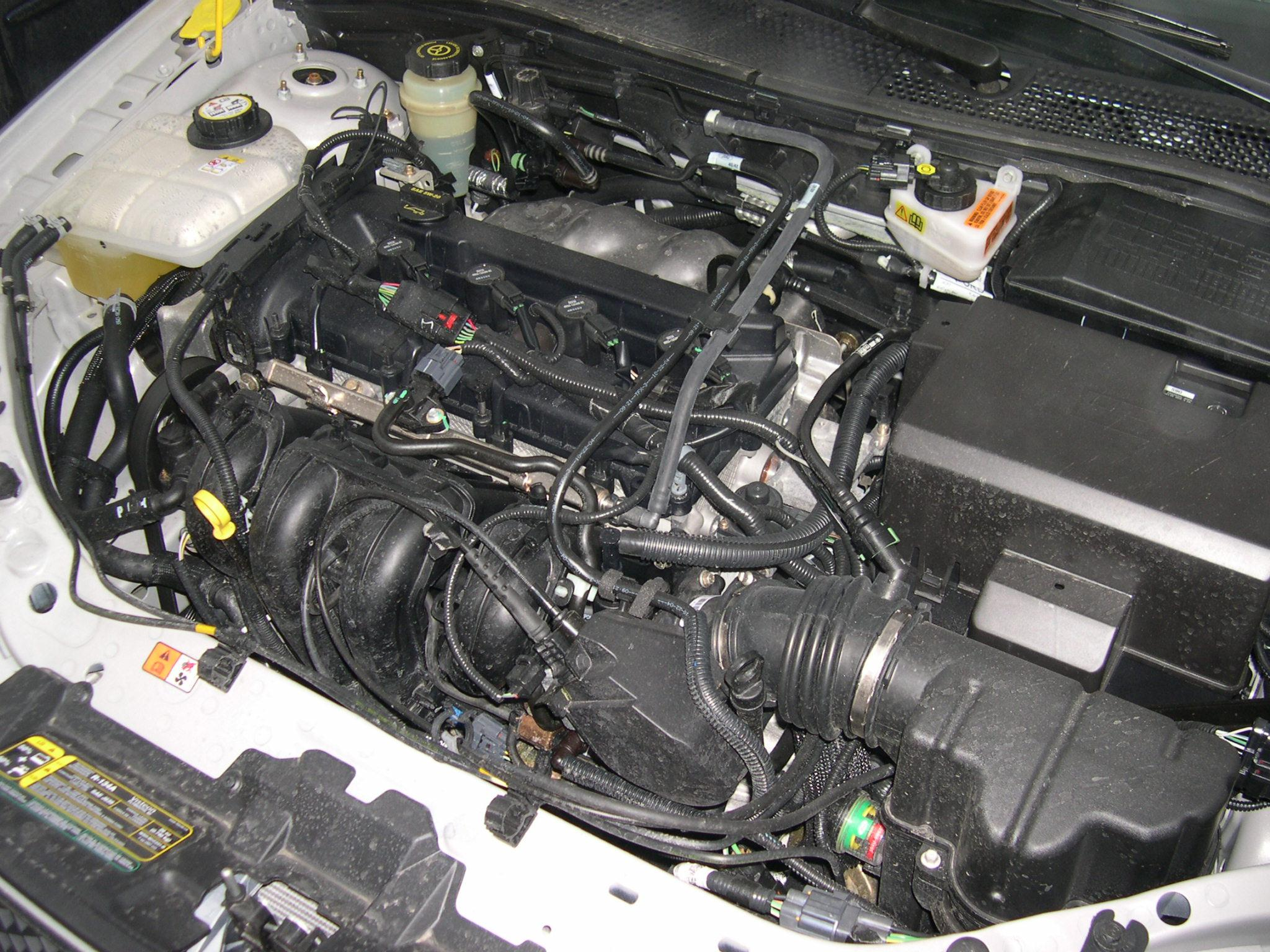
Fig.1 Motor del Ford Focus

## Apartats de la norma
Segons es pot consultar el document :

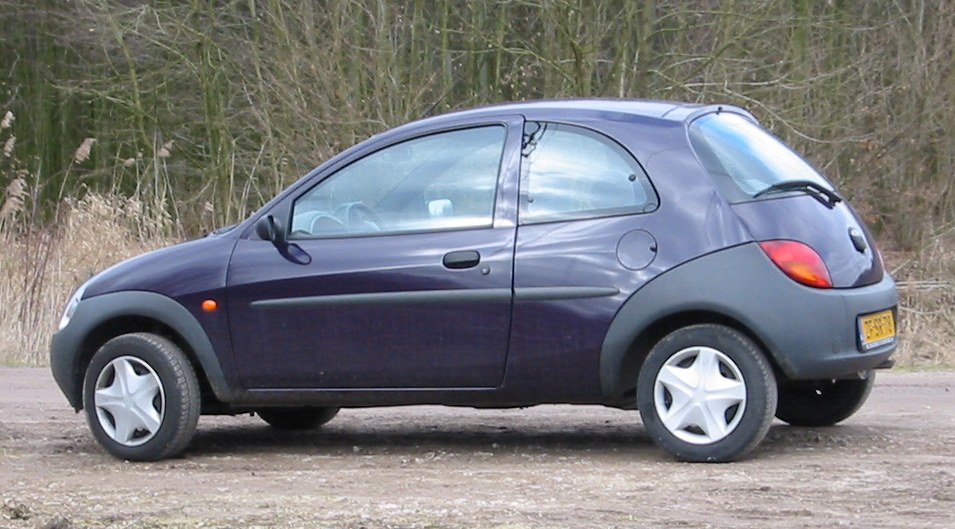
Fig.2 Ford Ka

| Assaig           | Descripció                                                |
| ---------------- | --------------------------------------------------------- |
| RE 310           | Emissions radiades de RF                                  |
| CE 420           | Emissions conduïdes de RF                                 |
| CD 421           | Emissions conduïdes                                       |
| CE 410           | Emissions transitòries conduïdes                          |
| RI 112, 114, 115 | Immunitat a pertorbacions de RF                           |
| RI 140           | Immunitat a pertormacions de camps magnètics              |
| RI 130, 150      | Immunitat acoblada                                        |
| CI 210           | Immunitat a pertorbacions d'alimentació DC                |
| CI 220, 221      | Immunitat a pertorbacions transitòries                    |
| CI 222           | Immunitat a desconnexions de la bateria d'alimentació     |
| CI 230, 231      | Immunitat a pertorbacions o fluctuacions de l'alimentació |
| CI 250           | Immunitat a pertorbacions al terminal de terra            |
| CI 260           | Immunitat a caigudes de tensió                            |
| CI 270           | Immunitat a sobretensions de tensió d'alimentació         |
| CI 280           | Immunitats a descàrregues electroestàtiques               |